# Diocèse de Matamoros
Le diocèse de Matamoros (en latin : Dioecesis Matamorensis ; en espagnol : Diócesis de Matamoros) est un diocèse de l'Église catholique du Mexique, suffragant de l'archidiocèse de Monterrey.

## Territoire
Il comprend les municipalités de Camargo, Gustavo Díaz Ordaz, Matamoros, Méndez, Reynosa, Río Bravo, San Fernando et Valle Hermoso de l'État de Tamaulipas.
Il possède un territoire d'une superficie de 19 457 km2 divisé en 74 paroisses. Le siège épiscopal est dans la ville de Matamoros où se trouve la cathédrale Notre-Dame-du-Refuge (es) ; la Vierge Marie, vénérée sous ce vocable, est la patronne principale du diocèse.

## Historique
Le diocèse est érigé le 16 février 1958 par la constitution apostolique Haud inani du pape Pie XII en prenant une partie du territoire du diocèse de Ciudad Victoria-Tamaulipas (aujourd'hui diocèse de Tampico).
Il cède une portion de territoire le 21 décembre 1964 pour l'érection du diocèse de Ciudad Victoriaet le 6 novembre 1989 pour la création du diocèse de Nuevo Laredo.

## Évêques
- Estanislao Alcaraz y Figueroa (20 janvier 1959 - 3 mars 1968), nommé évêque de San Luis Potosí
- Sabás Magaña García (30 décembre 1968 - 7 novembre 1990)
- Francisco Javier Chavolla Ramos (1 juin 1991 - 27 décembre 2003), nommé évêque de Toluca
- Faustino Armendáriz Jiménez (4 janvier 2005 - 20 avril 2011), nommé évêque de Querétaro
- Ruy Rendón Leal (16 juillet 2011 - 26 avril 2016), nommé archevêque de Hermosillo
- Eugenio Andrés Lira Rugarcía, depuis le 22 septembre 2016